# Königlich Bayerisches 7. Chevaulegers-Regiment „Prinz Alfons“
Das 7. Chevaulegers-Regiment „Prinz Alfons“ war ein Kavallerieverband der Bayerischen Armee. Der Friedensstandort des Regiments war Straubing.

## Geschichte

### Aufstellung
Das Regiment wurde am 1. Oktober 1905 in Straubing als 7. Chevaulegers-Regiment aufgestellt. Es wurde wie folgt gebildet:
- 1. Eskadron aus der Eskadron Jäger zu Pferd beim I. Armee-Korps,
- 2. Eskadron aus der Eskadron Jäger zu Pferd beim III. Armee-Korps (1. Chevaulegers-Regiment in Nürnberg),
- 3. Eskadron aus Abgaben aller Chevaulegers-Regimenter,
- 4. Eskadron am 1. Oktober 1906 aus der 3. Eskadron des 1. Chevaulegers-Regiments.

Zum ersten Kommandeur des Regiments wurde am 1. Oktober 1905 Anton Manz ernannt. Das Regiment erhielt eine neue Standarte, die den Infanteriefahnen ähnelte. Die feierliche Nagelung der Standarte fand am 24. Oktober 1905 statt. Im Jahre 1907 meldeten sich einige Chevaulegers zur Schutztruppe in Deutsch-Südwestafrika, von denen zwei Mann fielen. Am 20. August 1907 wurde Ludwig von Gropper mit Führung des Regiments betraut. Am 24. September 1909 wurde General der Kavallerie Alfons Prinz von Bayern zum Inhaber des Regiments ernannt, das am selben Tag in 7. Chevaulegers-Regiment „Prinz Alfons“ umbenannt wurde. Im Jahre 1910 wurde Wilhelm von Poschinger zunächst mit der Führung des Regiments beauftragt und im Jahr darauf zum Kommandeur ernannt.

### Erster Weltkrieg

#### 1914
Zu Beginn des Ersten Weltkriegs war das Regiment der 5. Infanterie-Division als Divisionskavallerie zugeordnet und trat in Gefechtsstärke 35 Offiziere, 600 Unteroffiziere und Mannschaften sowie 700 Pferden an. Im August/September 1914 wurde das Regiment in Frankreich verwendet, danach zwischen Maas und Mosel eingesetzt.

#### 1915
In dieser Verwendung blieb die Einheit bis 14. Juni 1915. Das Regiment gab am 14. Mai 1915 die 4. Eskadron zu der neu aufgestellten 11. Infanterie-Division ab. Für die bei der Eroberung von Przemyśl am 1. Juni 1915 gezeigten Leistungen wurde Rittmeister Otto Schroen mit dem Ritterkreuz des Militär-Max-Joseph-Ordens ausgezeichnet. Am 23. Juni 1915 wurde Hippolyt von Kiliani zum Regimentskommandeur ernannt.

#### 1916
Am 12. Januar 1916 gelang dem Regiment der Abschuss eines Feindflugzeugs. Vom Juni bis Oktober 1916 wurde das Regiment geschlossen als Divisionskavallerie der 11. Infanterie-Division im Osten am Styr und Stochod eingesetzt. Dabei war es mit Patrouillentätigkeit, Bereitschaft und Bedeckung des Divisionsstabes sowie mit infanteristischen Einsätzen beauftragt.
Ab dem 10. Oktober wurde das Regiment auf verschiedene Infanterie-Divisionen aufgeteilt.

##### Regimentsstab, 1. und 4. Eskadron
Der Stab wurde am 10. Oktober 1916 zusammen mit der 1. und 4. Eskadron der 12. Infanterie-Division zugeordnet (im folgenden Chevaulegers-Abteilung genannt) und mit dieser in Rumänien eingesetzt. Dabei gelang es dem Verband mehrfach, größere gegnerische Verbände gefangen zu nehmen. Am 6. Dezember 1916 erreichte man Ploiești.

##### 2. und 3. Eskadron
Die beiden Eskadrons wurden am 13. Oktober 1916 der 11. Infanterie-Division unterstellt. Vom 24. Oktober bis 15. November 1916 waren sie auf dem Vulkan-Pass eingesetzt. Am 16. November 1916 nahmen sie bei Budieni 206 Rumänen gefangen. Zwei Tage danach führte Rittmeister Kaspar Graf von Preysing die 2. Eskadron nach Scrada hinauf, nahm den Ort und konnte ihn gegen über 200 anrückende Rumänen behaupten. Dabei wurde Preysing schwer verwundet. Am 3. Dezember 1916 machten die beiden Eskadrons nochmals 400 Gefangene und marschierten zwei Tage später in Bukarest ein.

#### 1917/18

##### Regimentsstab
Der Stab verblieb in Focsani und stellte dort ab Februar 1917 die Ortskommandantur. Von 28. März 1917 bis 29. März 1918 bildete er den Baustab. Von 30. März bis 9. Mai 1918 wurde der Kommandeur mit den Aufgaben des Kreisoffiziers I (später Kreischef) in Flavy le Meldeux betraut. Ab Mai 1918 war der Stab für die Verkehrsregelung und polizeiliche Aufgaben zunächst in Laon später auch andernorts in Nordfrankreich zuständig.

##### 1. Eskadron
Die Eskadron wurde von Oktober 1916 bis Dezember 1918 bei der 12. Infanterie-Division verwendet (sh. bis 17. Februar 1917 unter Regimentsstab). Sie verblieb in Focsani und war dort der Ortskommandantur zugeordnet. Ab dem August war die Eskadron zum Divisionsgefechtsstand in Precistanul abgestellt, wo sie u. a. auch Polizeiaufgaben wahrnahm.
Am 3. Mai 1918 wurde die Eskadron verladen und an die Westfront verlegt. Ab dem 13. Mai 1918 wurde sie im Raum Rethel zu Meldereiter- und Patrouillenaufgaben eingeteilt.
Ende August 1918 noch südostwärts Ypern liegend wich sie kämpfend auf Warcoing-Obigies aus. Bis 5. November 1918 zog sie sich bis zur Antwerpen-Maas-Stellung zurück und erlebte dort den Waffenstillstand.

##### 2. Eskadron
Die Eskadron blieb der 11. Infanterie-Division unterstellt. Vom 23. Januar bis 28. April 1917 lag sie in Bindernheim bei Schlettstadt in Ruhestellung. Dann marschierte sie nach Étreux und wurde bis zum 8. Juni 1917 am Chemin des Dames eingesetzt. Vom 14. September bis 7. Oktober wurde sie im Raum Sedan eingesetzt. Sie war an den Kämpfen um den Poelberg (Flandern) am 13. Oktober 1917 sowie um Paschendaele beteiligt.
Danach verlegte sie nach Lothringen. In den schweren Kämpfen auf der Linie Berlinghem-Le Bizet-Neuve Eglise im April 1918 wurde der Eskadronchef Rittmeister Kaspar Graf von Preysing am 14. April bei Nieukerke tödlich verwundet. Für seine Tapferkeit wurde er postum mit dem Ritterkreuz des Militär-Max-Joseph-Ordens ausgezeichnet. Im Juli 1918 südwestlich Soissons eingesetzt, erlebte sie die Umgehung der 11. Infanterie-Division. Vom 14. Oktober bis 1. November 1918 nahm sie an den Rückzugskämpfen von ostwärts Roselaere bis zur Hermannstellung teil.

##### 3. Eskadron
Die Eskadron wurde im Januar 1917 von Ungarn nach Schlettstadt verlegt. Am 2. März 1917 wurde sie der 15. Infanterie-Division unterstellt und bis Mai 1917 in Lothringen als Erkundungs- und Beobachtungstruppe verwendet. Sodann kämpfte sie am Chemin des Dames.
Am 4. Juli 1918 wurde die Eskadron mit Ziel Champagne verladen. Kaum dort angekommen hatte sie dort schwere Kämpfe zu bestehen.

##### 4. Eskadron
Die 4. Eskadron wurde am 3. März 1915 zusammen mit der 1. Eskadron des 2. Chevaulegers-Regiments und der 5. Eskadron des Dragoner-Regiments „Generalfeldmarschall Prinz Leopold von Bayern“ (Westfälisches) Nr. 7 zum Kavallerie-Regiment „von Savoye“ zusammengefasst und der 11. Infanterie-Division unterstellt. Von 11. Mai bis 6. Juni 1915 war sie bei der Eroberung von Przemyśl beteiligt. Im August 1915 kämpfte sie sich bis nach Brest-Litowsk vor, wobei der Eskadronchef Rittmeister Kaspar Graf von Preysing verwundet wurde.
Die Eskadron wurde dann im Rahmen des Regiments nach Serbien verlegt. Dort verblieb es von September bis November 1915. Von 29. Februar bis 17. Juni 1916 war die Eskadron vor Verdun als Relaisdienst verwendet und wurde für Gefangenentransporte sowie Verkehrsregelung eingesetzt. Mit der Auflösung des Kavallerie-Regiments „von Savoye“ kehrte die Eskadron am 17. Juni 1916 zum 7. Chevaulegers-Regiment zurück. Sie wurde von Oktober 1916 bis Februar 1917 bei der 12. Infanterie-Division verwendet.
Am 18. Februar 1917 trat die Eskadron zur 16. Infanterie-Division. Sie marschierte von Campina über Sinaia und Kronstadt nach Brenndorf. Dort wurde sie verladen und nach Nordfrankreich verlegt. Dort und Flandern wurde sie in der Folgezeit als Bahn- und Küstenschutz, im Feldgendarmeriedienst und im Lichtsignaldienst eingesetzt.

#### Verluste
Während des Ersten Weltkriegs hatte das Regiment an Gefallenen oder an Verwundung Verstorbenen zu beklagen:
- vierzehn Offiziere
- dreizehn Unteroffiziere
- 54 Chevaulegers

### Verbleib
Nach dem Waffenstillstand von Compiègne marschierten die einzelnen Truppenteile des Regiments getrennt in die Heimat zurück. Im Dezember 1918 trafen sie in der Garnison Straubing ein. Die 3. Eskadron war vorher noch zum Grenzschutz im Odenwald bei Rimbach beordert worden. Bis 6. März 1919 wurde das Regiment demobilisiert und schließlich aufgelöst.
Die Tradition übernahm in der Reichswehr die 6. Eskadron des 17. (Bayerisches) Reiter-Regiments in Straubing, die in der Wehrmacht von der Panzer-Abwehr-Abteilung 10 fortgesetzt wurde. 1985 übernahm das Gebirgspanzeraufklärungsbataillon 8 (heute Aufklärungsbataillon 8) in Freyung die Tradition.

### Kommandeure
| Dienstgrad                  | Name                   | Datum                                                          |
| --------------------------- | ---------------------- | -------------------------------------------------------------- |
| Oberstleutnant              | Anton Manz             | 01. Oktober 1905 bis 20. August 1907                           |
| Major                       | Ludwig von Gropper     | 20. August bis 11. September 1907 (mit der Führung beauftragt) |
| Oberstleutnant/Oberst       | Ludwig von Gropper     | 12. September 1907 bis 25. Juni 1910                           |
| Major/Oberstleutnant/Oberst | Wilhelm von Poschinger | 1910 bis 17. August 1915                                       |
| Major                       | Hippolyt von Kiliani   | 17. August 1915 bis 28. Mai 1918                               |
| Major                       | Heinrich Rhomberg      | 06. Juni 1918 bis 1919                                         |

### Regimentsmusik
- Präsentiermarsch: Mussinan-Marsch von Carl Carl, 1882 dem Oberst Ludwig Ritter von Mussinan gewidmet
- Parademarsch im Schritt: Bayerischer Reitermarsch von Christian Kolb
- Parademarsch im Trab: Pariser Einzugsmarsch von 1814 von Johann Heinrich Walch
- Parademarsch im Galopp: Frei weg! von Carl Latann